# Massaker im Golden Dragon
Als Massaker im Golden Dragon wurde die Ermordung von fünf Menschen am 4. September 1977 bekannt. Das Golden Dragon war ein Restaurant in 816 Washington Street im Chinatown von San Francisco. Es war im Besitz der Hop Sing Tong, einer ins organisierte Verbrechen verwickelten Tong; also einer traditionellen Gemeinschaft, welche sich um die Belange ihrer Mitglieder oder der Gesellschaft kümmert. Bei dem Überfall durch die Straßengang der Joe Boys wurden fünf Menschen getötet und elf weitere verletzt. Kein Mitglied der Hop Sing Boys oder der Wah Ching Gang, denen der Angriff galt, wurde getötet oder verletzt – die Opfer waren ausschließlich unbeteiligte Personen.

## Hintergrund
Bei den Bandenkriegen in Chinatown ging es um die Kontrolle der dortigen Einnahmequellen. Neben den klassischen Mafia-Aktivitäten wie Prostitution, Schutzgelderpressung und dem Drogenhandel, war die Frage wichtig, wer den lukrativen Markt für Feuerwerkskörper kontrollierte.
Traditionell beherrschten die Hop Sing Boys und die Wah Ching Gang das Stadtviertel Chinatown, beide arbeiteten für die Hop Sing Tong. Ihr Gegenspieler waren die Joe Boys, welche die Dominanz der Wah Ching beim Handel mit Feuerwerkskörpern brechen wollten.
Dem Massaker direkt vorausgegangen war ein Überfall der Joe Boys auf die Ping Boys, einer Gang, die unter dem Schutz der Wah Ching Gang stand. Da die Joe Boys keinen Parkplatz finden konnten, parkten sie zwei Blocks entfernt und erreichten die „Ping Yeun Projects“ – ein Sozialwohnungskomplex, der von den Ping Boys kontrolliert wurde – zu Fuß. Als sie deswegen von den Ping Boys verspottet wurden, kam es zu einer Schießerei. Dabei wurde ein Mitglied der Joe Boys getötet und vier weitere wurden verwundet. Die Joe Boys glaubten, dass Michael „Hot Dog“ Louie, der Anführer der Wah Ching, für ihre Niederlage verantwortlich sei,  und planten, ihn aus Rache zu ermorden. Drei Monate später kam es zum Angriff auf das Golden Dragon, während sich Louie dort aufhielt.

## Das Massaker
Am 4. September 1977 um 2:40 Uhr betraten drei Mitglieder der Joe Boys das Golden Dragon. Michael Louie, der als Ziel des Anschlags galt, sah die Männer und warf sich auf den Boden, um aus der Schusslinie zu kommen. Die drei maskierten Täter eröffneten das Feuer in das Innere des dichtbesetzten Restaurants mit Schrotflinten und halbautomatischen Waffen. Sie töteten dabei fünf unbeteiligte Anwesende, darunter zwei Touristen, und verletzten elf weitere Personen. Unter den Opfern war kein einziges Bandenmitglied; das eigentliche Ziel des Anschlags, Louie, blieb völlig unverletzt. Anschließend flohen die Schützen in einem gestohlenen Fahrzeug, das von einem weiteren Gangmitglied gefahren wurde.

## Ermittlungen und Verurteilungen
Die Ermittlungen erstreckten sich über die nächsten Monate und schnell war klar, dass der Angriff von den Joe Boys ausgegangen war. Ende Oktober 1977 waren die Namen der Schützen bekannt, doch zu einer Verurteilung fehlten die Beweise. In den nächsten Monaten zeigte die Polizei verstärkt Präsenz in Chinatown und sprach mit den Einwohnern. Dabei begann die „Mauer des Schweigens“ zu bröckeln. Sergeant Dan Foley, der 24 Jahre lang bei der Gang Squad arbeitete und sie ab 1986 leitete, meinte einmal dazu: „Wenn du Zeit mit ihnen verbringst und ihr Vertrauen gewinnst, dann werden die Chinesen anfangen, dir zu glauben, und dann werden sie ihr Wissen mit dir teilen.“ Auch würden Gangs bereitwillig Informationen über ihre Gegner herausgeben, wenn es sich nicht zu ihrem Nachteil auswirke. Am Ende der Ermittlungen wurden die drei Schützen, der Fahrer und mehrere weitere Gangmitglieder verhaftet und verurteilt. Mehrere Urteile erfolgten wegen vorsätzlichen Mordes.

## Folgen
Das Massaker fand ein lebhaftes Echo in den Medien, das deutlich stärker ausfiel als in Fällen, wo Gangmitglieder einander getötet hatten. Die Öffentlichkeit verlangte ein hartes Durchgreifen. Kurz darauf wurde die „Chinatown Squad“ wieder als eigene Abteilung des San Francisco Police Department eingerichtet, wenn auch unter dem neuen Namen „The Gang Task Force“. Der Bürgermeister setzte für Hinweise, die zur Ergreifung der Täter führen würden, eine Belohnung von 100.000 US-Dollar aus – eine in der Geschichte San Franciscos einmalige Summe. Die Chinese Chamber of Commerce berichtete Ende September 1977, dass die Einnahmen der Geschäfte in Chinatown um 50 % eingebrochen seien.

## DasGolden Dragonnach dem Massaker
Nach dem Massaker wurde das Golden Dragon wieder eröffnet. Im Januar 2006 wurde es von der Gesundheitsbehörde wegen Verstößen gegen Hygieneauflagen geschlossen. Die Betreiber des Golden Dragon wurden später zu einer Geldstrafe in Höhe von mehreren Millionen US-Dollar verurteilt, da sie ihre Mitarbeiter nicht nach dem Mindestlohn und zeitweise gar nicht bezahlt hatten. Die 37 Mitarbeiter erhielten neben 195.897 US-Dollar ausstehendem Lohn eine Entschädigung über 1,5 Millionen US-Dollar. Dazu kam eine Strafzahlung an die Stadt in Höhe von 871.300 US-Dollar. Das Restaurant wurde im Mai 2006 als Imperial Palace wieder eröffnet.